# Fosse Fénelon
La fosse Fénelon de la Compagnie des mines d'Aniche est un ancien charbonnage du bassin minier du Nord-Pas-de-Calais, situé à Aniche, près de la limite avec Somain. Sa mise en service intervient huit ans après celle de la fosse La Renaissance et quatre ans après celle de la fosse Saint-Louis à Somain. Ces trois fosses exploitent un gisement de houille sèche. Pour la première fois en France, le système de guidage a des longrines en bois, et l'extraction se fait par des cages. Le diamètre du puits est de trois mètres, comme à la fosse Saint-Louis.
Le fosse Fénelon cesse d'extraire en 1884, dès lors, elle assure l'aérage et la circulation de personnel pour la fosse Saint-Louis, à l'instar de la fosse La Renaissance. Le 28 novembre 1900, a lieu la Catastrophe d'Aniche. L'explosion du dépôt de dynamite entraîne 21 morts au fond. Depuis, les dynamitières sont installées dans des zones protégées en surface. La fosse est fermée en 1925, et le puits de 724 mètres remblayé ou serrementé la même année.
Au début du XXIe siècle, Charbonnages de France matérialise la tête de puits Fénelon. Un seul bâtiment de la fosse existe encore.

## La fosse
Au début des années 1840, la Compagnie des mines d'Aniche a pris un nouvel essor grâce à l'ouverture de la fosse La Renaissance à Somain. Celle-ci, mise en chantier à partir de septembre 1839 a commencé à produire en 1841. Deux ans plus tard, la fosse Saint-Louis est mise en chantier à 460 mètres au sud, et commence à extraire en 1845.

### Fonçage
La fosse Fénelon est commencée en 1847, elle est placée à 600 mètres au sud de la fosse Saint-Louis, et à 1 055 mètres au sud de La Renaissance, le long de la route reliant Douai à Denain, à 80 mètres au sud de la limite avec Somain. À peu de chose près, les trois puits sont alignés sur un axe nord-sud. Le diamètre du puits est de trois mètres, comme celui de Saint-Louis, mais quarante centimètres plus large que celui de La Renaissance. Le terrain houiller est atteint à la profondeur de 160 mètres,, soit quatre de plus qu'à la fosse Saint-Louis, et vingt de plus qu'à la fosse La Renaissance. Le cuvelage est en bois de 11,30 à 78,30 mètres.

### Exploitation
Pour la première fois en France, le système de guidage par longrines en bois est appliqué, ainsi que l'extraction par cages. La profondeur du puits est alors de 420 mètres.
La fosse Fénelon fournit, avec la fosse Saint-Louis et la fosse La Renaissance, une coupe complète nord-sud du faisceau demi-gras, passant à 500 mètres environ de la concession de la Compagnie des mines d'Anzin. Elle était initialement destinée à survivre aux précédentes, et à terminer, à grande profondeur, l'exploitation des houilles sèches d'Aniche, contre le cran de retour. Les travaux y sont suspendus en 1884, après avoir remonté 1 051 003 tonnes de houille.
le champ d'exploitation de la fosse Fénelon est desservi par Saint-Louis. La fosse Fénelon est tombée sur les terrains houillers correspondant au passage du cran de retour. Cet accident paraît dirigé, ici comme aux fosses Saint-Mark et Casimir-Perier, de l'est à l'ouest, vers le couchant. Les bowettes nord de Fénelon ont pénétré dans le faisceau demi-gras, et ses bowettes sud dans le faisceau gras. Les travaux du fond sont définitivement abandonnées, et l'exploitation va porter, dans l'avenir, sur les houilles sèches, elle était auparavant portée sur des couches de charbon au sud, ayant de 18 à 20 % de matières volatiles. Cette exploitation a été abandonnée en profondeur, à cause de l'irrégularité des veines. Le puits a été approfondi à 506 mètres, un niveau d'exploitation a été ouvert à 500 mètres, et d'autres étages peuvent encore être établis à des niveaux inférieurs. La fosse sert à la circulation du personnel, et à l'aérage de la fosse Saint-Louis.
Le 28 novembre 1900, l'explosion du dépôt de dynamite entraîne 21 morts, cet accident a rendu obligatoire l'établissement des dynamitières en surface, dans des zones protégées. La fosse est abandonnée en 1925. Le puits est profond de 724 mètres, et onze étages de recette sont établis à 185, 217, 251, 285, 319, 360, 414, 500, 579, 595 et 715 mètres. Il est remblayé ou serrementé en même temps que celui de Saint-Louis,.

### Reconversion
Au début du XXIe siècle, Charbonnages de France matérialise la tête de puits. Le BRGM y effectue des inspections chaque année. De la fosse, il ne reste plus qu'un bâtiment.

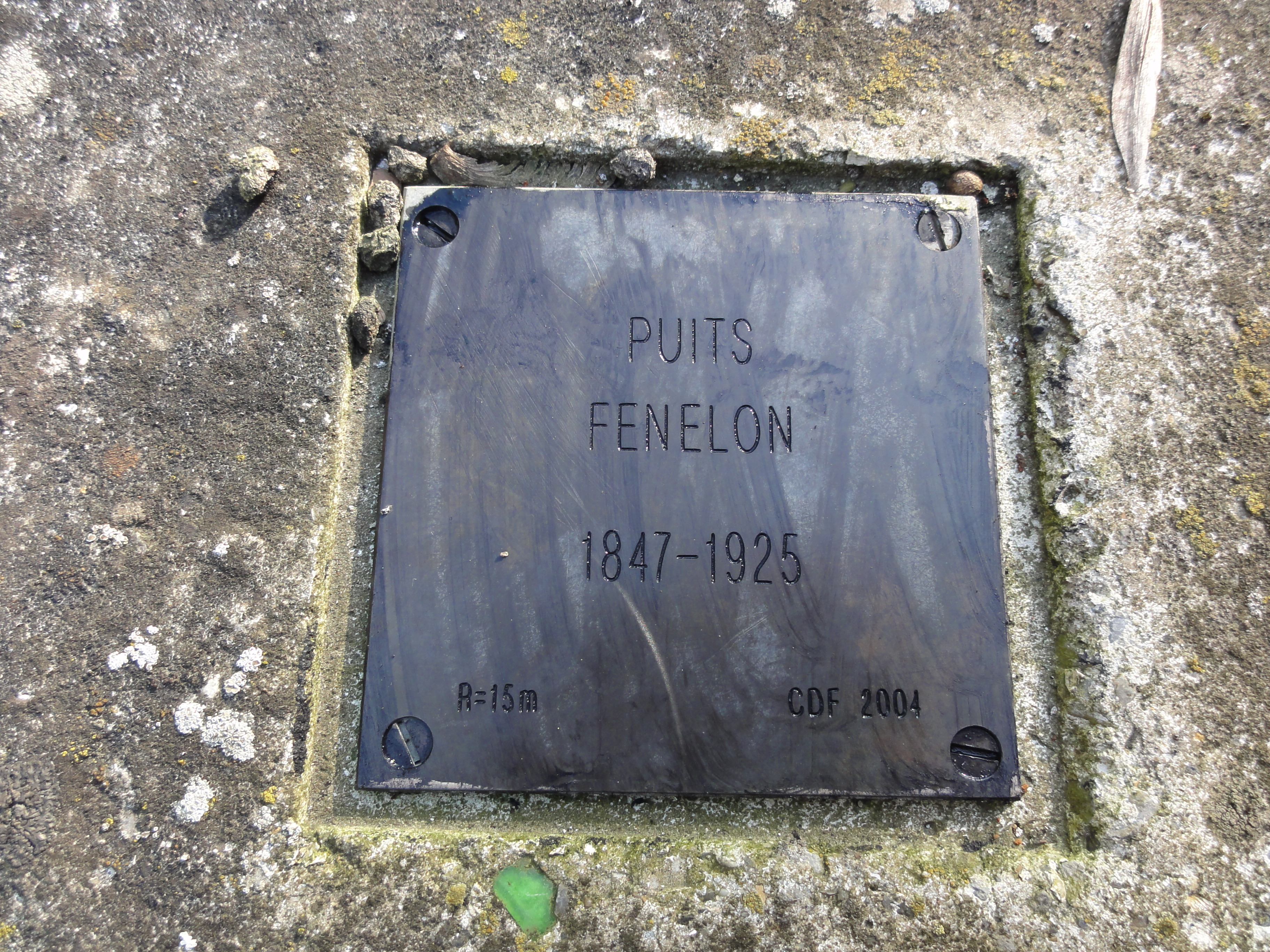
Puits Fénelon, 1847 - 1925.
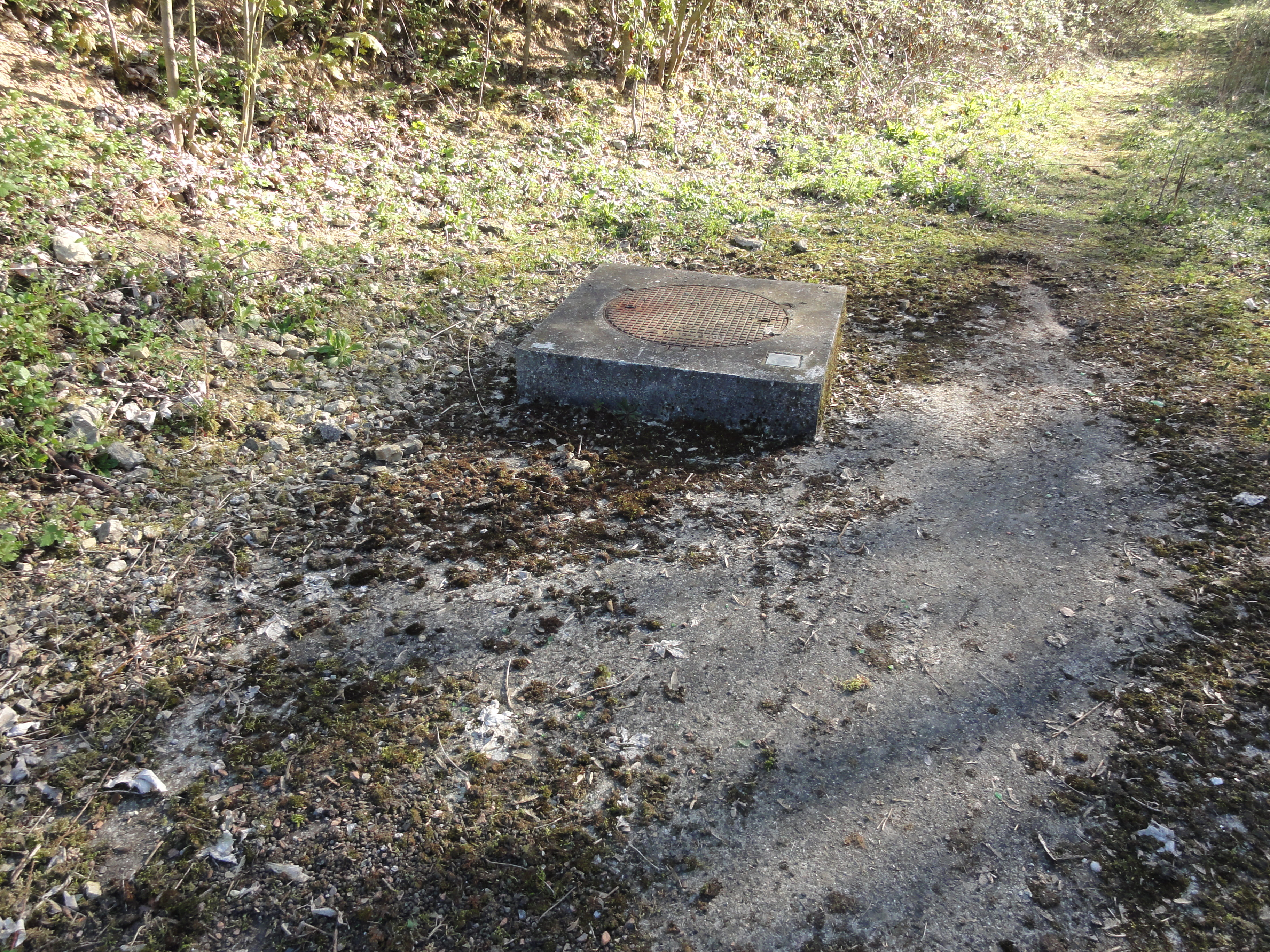
La tête de puits matérialisée.
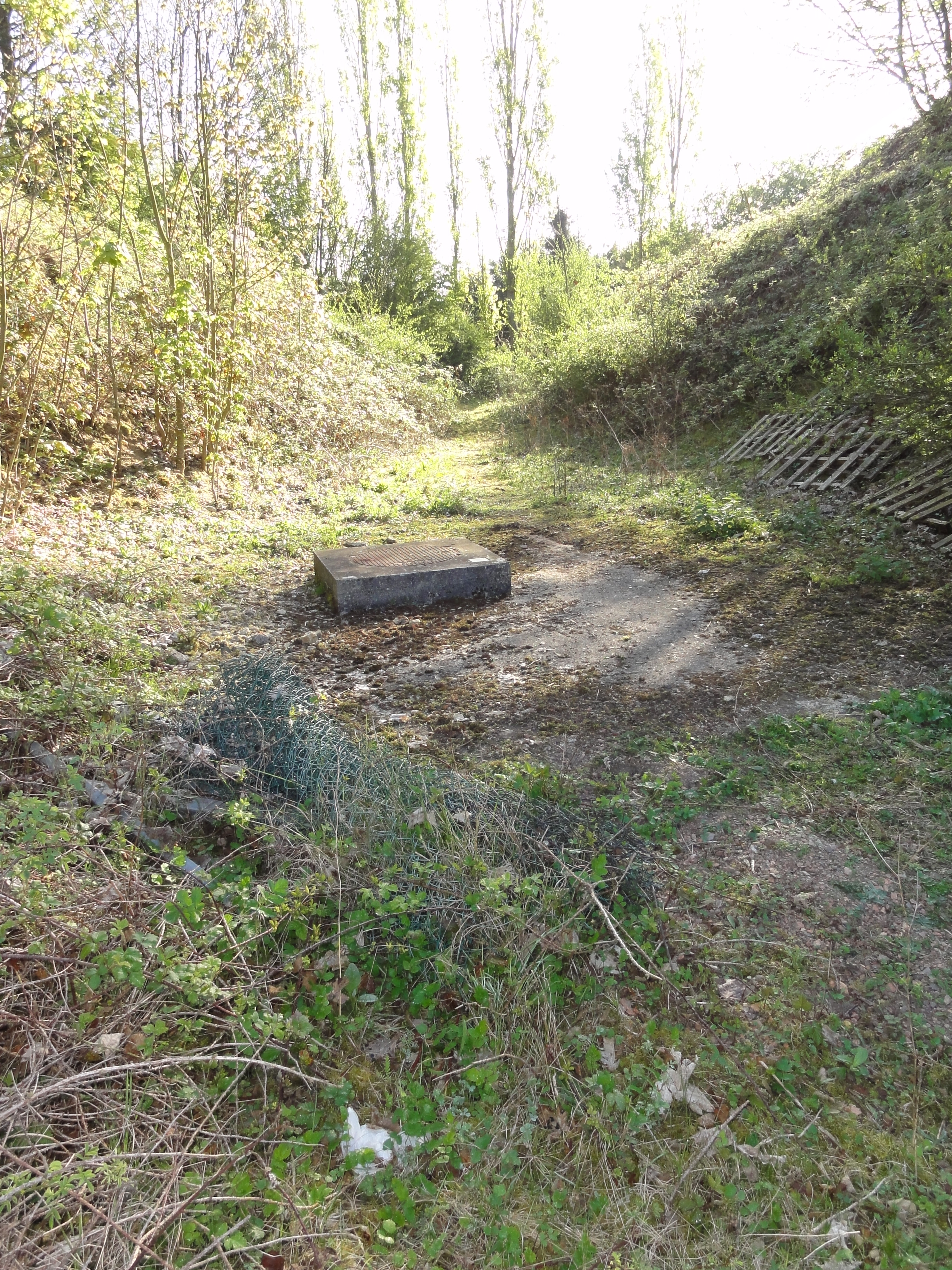
Le bouchon en béton armé est particulièrement visible.
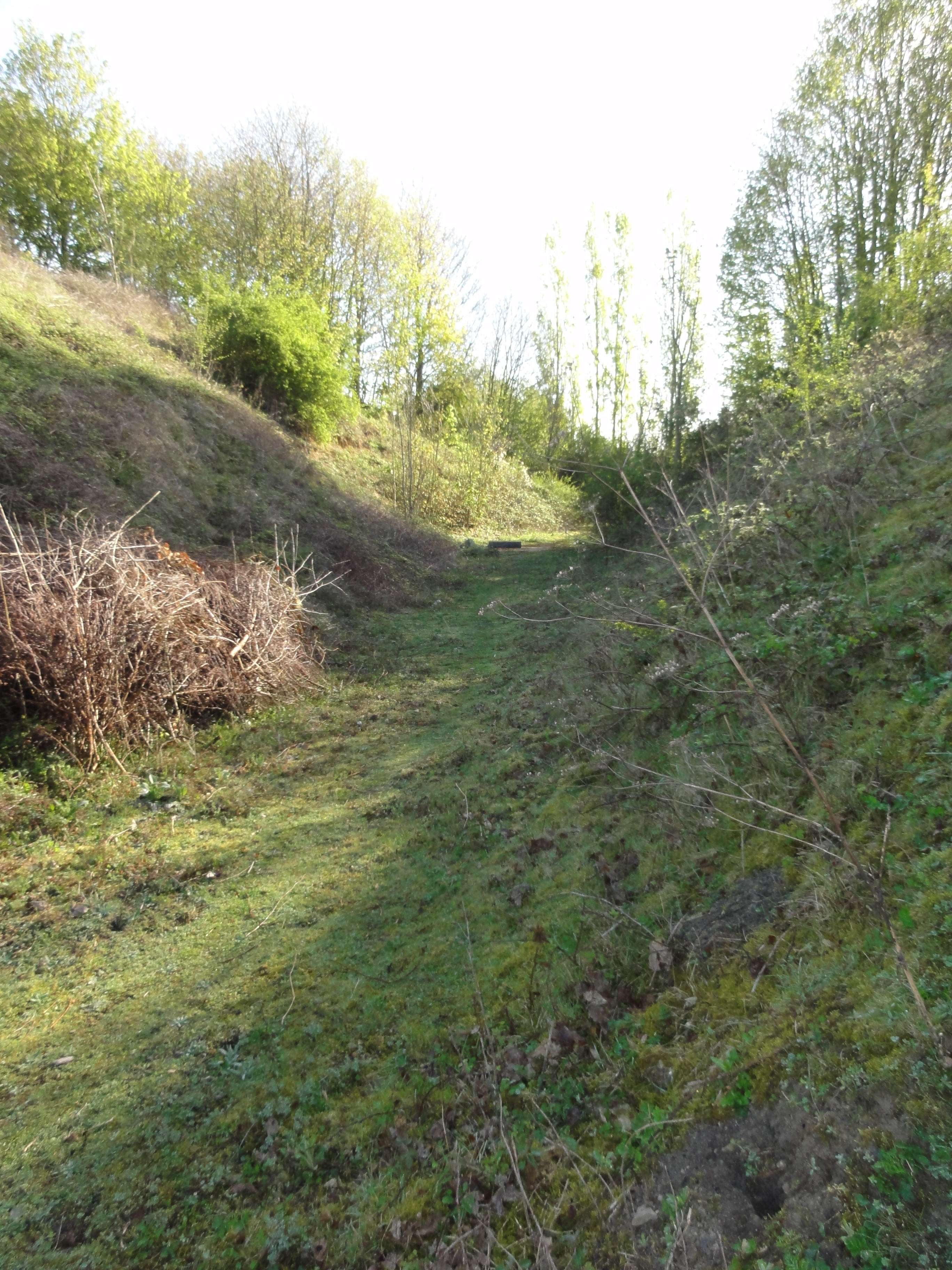
Le terril s'étale sur une partie du carreau.
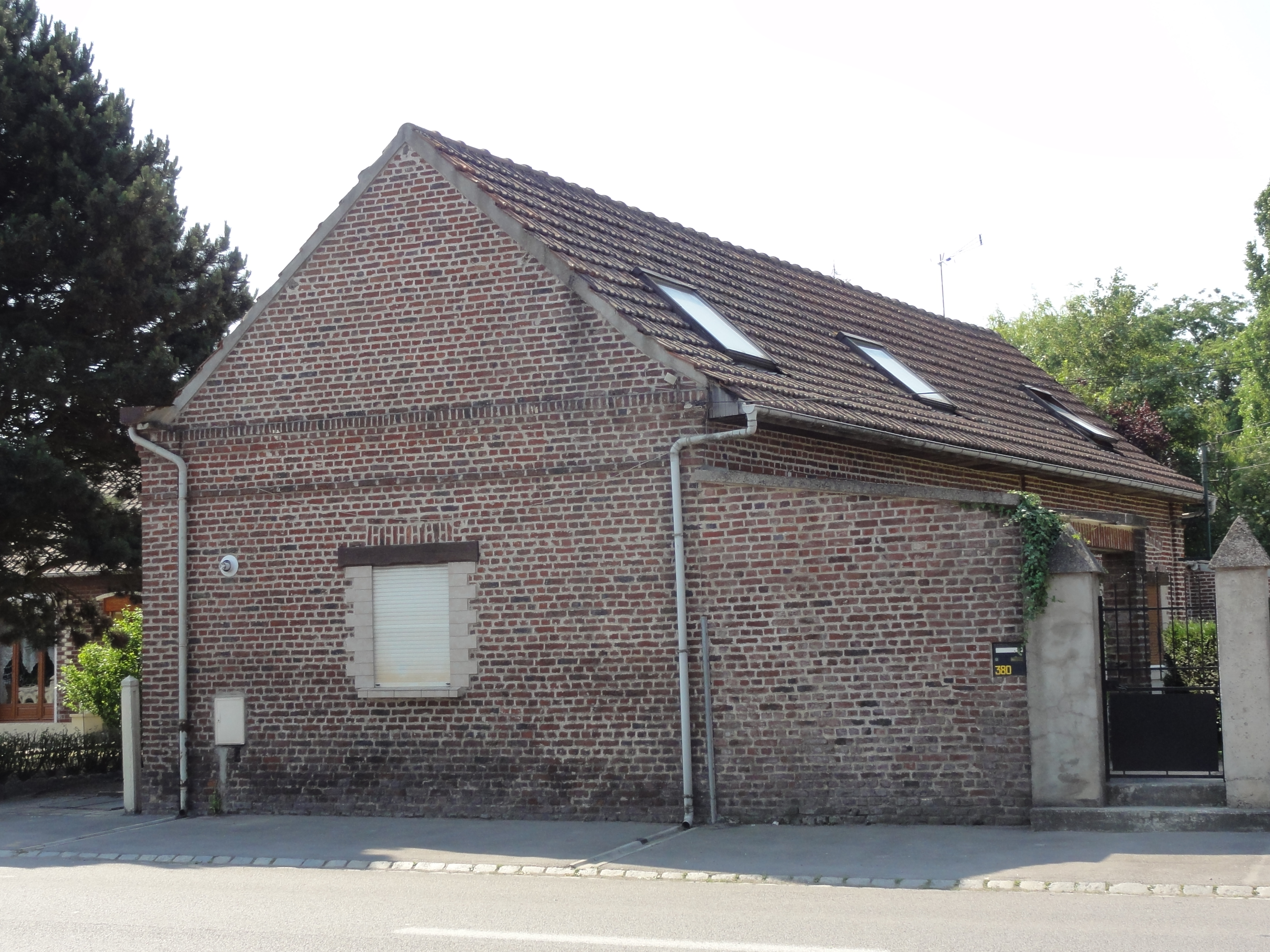
Le bâtiment subsistant.
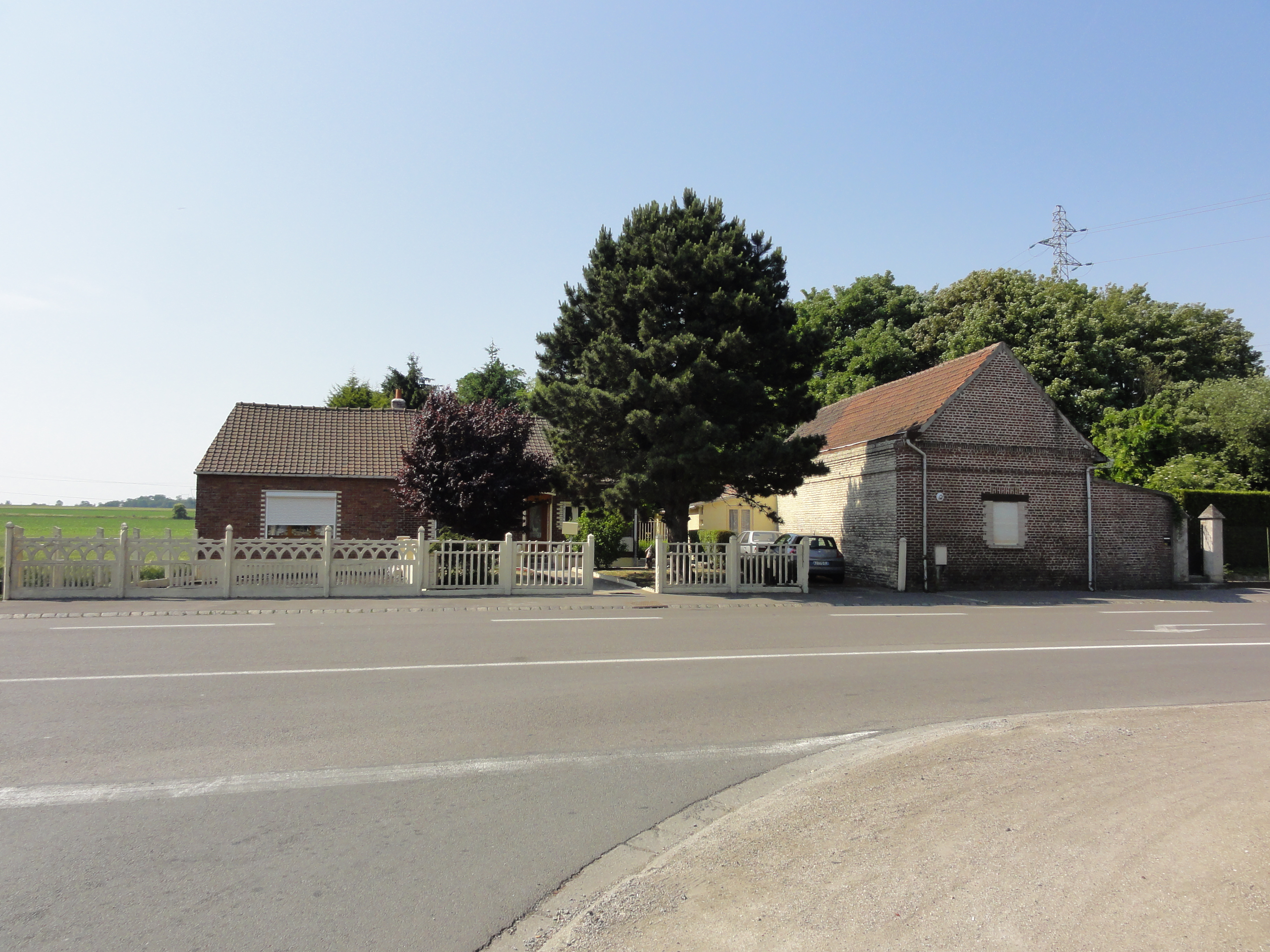
Vue sur le carreau de fosse.

### 34 victimes ( minima)
Les 3 fosses  communicantes Fosse Fénelon, Fosse La Renaissance et fosse Saint-Louis sont peu grisouteuses mais nombreux sont les mineurs tués d'accident du travail ainsi Gilles Pierrot meurt le 22 mai 1849 à Saint-Louis suivi de 1863 à 1870 de 12 mineurs dans les accidents mortels de la  fosse Saint-Louis en avril et aout 1863 puis de mars et juillet 1864 . En décembre 1964 c'est à la Fosse Fénelon.A la fosse Saint-Louis c'est Jean-Baptiste Alruth; 45 ans; qui ait pris entre 2 tampons de wagons le 6 décembre 1864. Quatre accidents mortels se succèdent à fosse Saint-Louis un mort en janvier 1865, le 28 juin 1865 Ségard est tué et Delannoy blessé. Un bloc se détache en janvier 1867; un tué, un mort en aout 1870. Fosse Fénelon un mort en juillet 1870. Les rapports d'accidents constatent tous  la négligence ou l’imprudence de l'ouvrier jusqu'en 1898 où la loi rend obligatoire la reconnaissance de responssabilité par la Compagnie dans tous les cas.

Treize mineurs tués de 1849 à 1870, puis certainement quelques oubliés et vingt et un dynamités dans la Fosse Fénelon le 28 novembre 1900.

## Le terril
50° 20′ 09″ N, 3° 16′ 24″ E

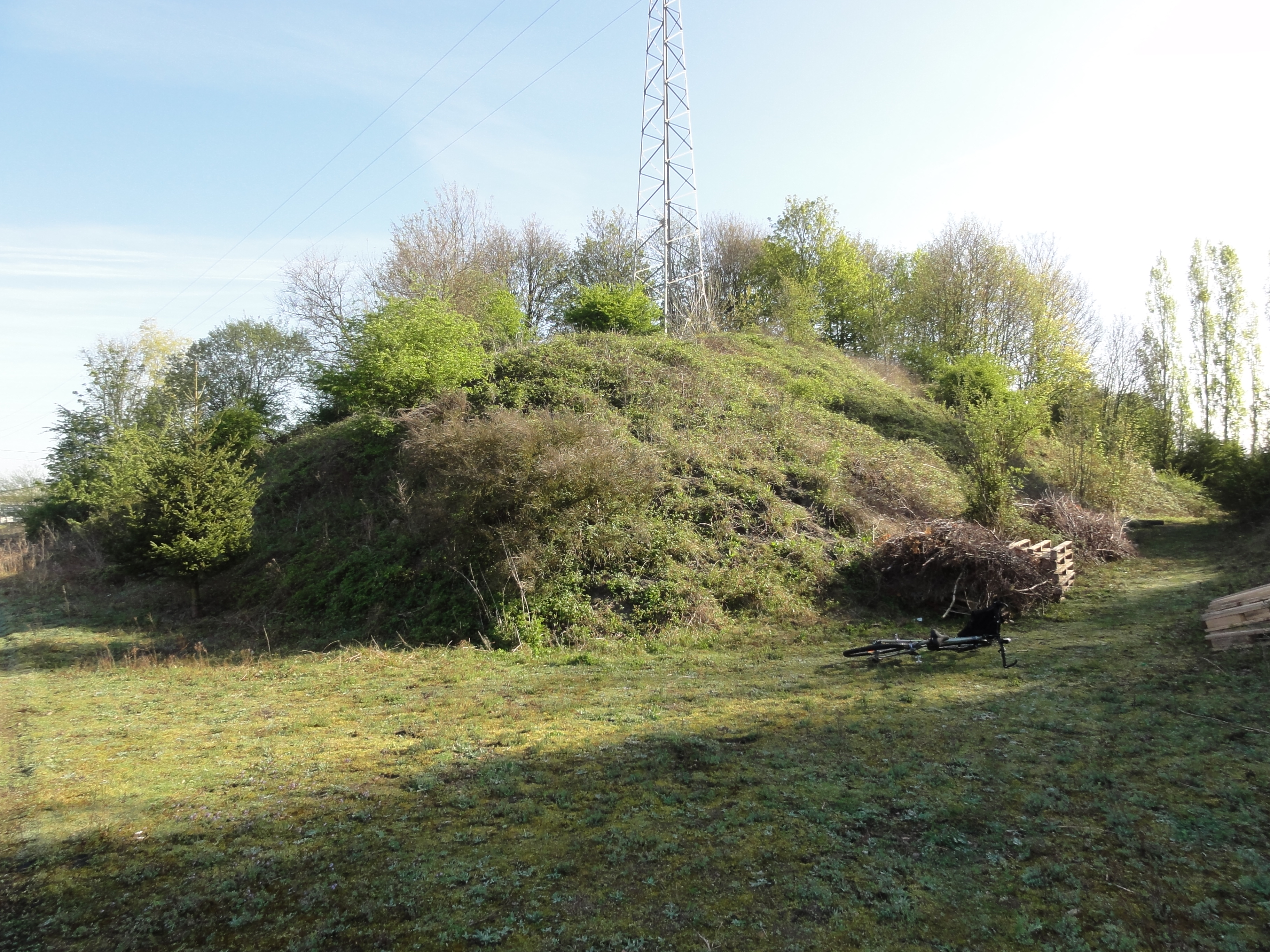
Le terril Fénélon.

Le terril no 131, dit Fénelon, situé à Aniche, est le terril cavalier de la fosse Fénelon. Il a été partiellement exploité dans sa partie sud.